# 恒藤恭
恒藤 恭（つねとう きょう、1888年〈明治21年〉12月3日 - 1967年〈昭和42年〉11月2日）は、日本の法哲学者。大阪市立大学名誉教授。法学博士。従三位勲二等旭日重光章。学士院会員。
芥川龍之介の親友、戦前における日本の代表的法哲学者として著名。また、京都帝国大学法学部教授時代に滝川事件で辞任した教官の一人としても知られる。旧姓は井川。息子の恒藤敏彦は京都大学名誉教授（物理学）、恒藤武二（1919年8月31日 - 1998年4月29日）は同志社大学法学部教授（法哲学と労働法担当）。

## 生涯

### 大学卒業まで
島根県松江市に兄弟姉妹8人の第5子、次男として生まれる。父・井川精一は漢詩、兄・亮は英語を好み漢文、英語の書物が身近にある環境で育った。文学少年で、島根県立第一中学校（後の松江北高等学校）時代から雑誌に随筆、短歌、俳句などの投稿を始める。「消化不良症」で体調が悪化し、中学卒業後3年間の療養生活を送る。療養中、小説「海の花」で『都新聞』（東京新聞の前身の一つ）の懸賞一等に当選し350円の懸賞金を得、「井川天籟」の筆名で『都新聞』に連載された。懸賞金を得た恭は神戸市の神戸衛生院に1ヶ月半入院し、後に『白樺』最年少同人となる郡虎彦と出会う。
健康を回復した恭は、1910年に父・精一の死を経て、文学を志し上京、都新聞社文芸部所属の記者見習となる。第一高等学校の入学試験に合格し、第一部乙類（英文科）に入学。第一部乙類の同期入学には芥川龍之介、久米正雄、松岡讓、佐野文夫、同年齢の菊池寛らもいた。ちなみに入学後に一高で聴いた徳冨蘆花の「謀叛論」に大きな影響を受けている。2年生になり寮で同室となった芥川龍之介、長崎太郎、藤岡蔵六、成瀬正一らと親交を深めた。恭は一高時代も投稿を続け原稿料を稼いだ。少年雑誌『中学世界』には大学院時代まで「鈴かけ次郎」の筆名で投稿を続けている。またこの時期は思想的には、ロシア文学やフランス文学などの影響とともに、ベルクソンを中心としたいわゆる、「生」の哲学の影響を色濃く受けていると言える。
1913年、一高第一部乙類を首席で卒業、京都帝国大学法科大学政治学科に入学。恭は文科から法科への進路変更について、芥川との交流で自身の能力の限界を知ったとのちに述べている。京都帝大では佐々木惣一の影響を受けた。芥川とは文通による交流が続いた。芥川の勧めで第三次『新思潮』に載せるジョン・M・シングの「海への騎者」 (Riders to the Sea) を翻訳した。また、失恋で失意にあった芥川を故郷の松江に招いている。

### 法哲学者として出発
1916年11月に恒藤規隆の長女・まさと結婚、婿養子になり恒藤姓となる。恒藤規隆は日本最初の農学博士の一人で、沖大東島（ラサ島）で燐鉱石を発見しラサ島燐礦合資会社（後のラサ工業）の設立人物である。恭は新カント派の影響を受け法哲学に関心を持つようになる。末川博、その義兄の河上肇らとも交流した。
同志社大学法学部教授時代には土田杏村と交流していた。1921年には土田との関係で長野県上田市の信濃自由大学で法哲学の講義を行っている。
京都帝大助教授時代の欧州留学出発前、芥川と会いフランス滞在中に来るよう誘ったが実現しなかった。留学は見学主体のもので旅行にも時間を費やした。1927年7月、芥川龍之介自殺。
京都帝大法学部教授時代の1933年、赤化思想だとして瀧川幸辰教授の著作『刑法講義』、『刑法読本』が発売禁止処分となり文部省から瀧川教授の罷免が要求され、学問の自由を主張し京大法学部教官全員が辞表を提出した滝川事件において、松井元興が京大総長に就任し佐々木惣一、宮本英雄、森口繁治、末川博、休職扱いの瀧川幸辰の辞表を受理し、他の者には辞表の撤回を求めたが、恒藤恭と田村徳治は辞表を撤回しなかった。事件中、恭は雑誌『改造』に「死して生きる途」と題する文章を発表している。
京都帝国大学辞任後、菊池寛から文藝春秋社に誘われるが、大阪商科大学（後の大阪市立大学）学長河田嗣郎の招聘に応じ9月に末川博と共に大阪商大専任講師となる。立命館大学非常勤講師も兼任し、当時立命館大学学長（事務取扱）だった織田萬の後任学長候補として新聞に取りざたされたこともあった（『日出新聞』一九三七年十二月十八日付）。1930年代には思想的には従来の新カント派的な立場を離れ、マルクス、エンゲルスの唯物史観をも批判的に摂取した「恒藤法哲学」とも称される独自の法哲学を構築した。

### 戦後
1949年に大阪市立大学長に就任。1957年に辞任するまでの間、終戦後進駐軍に全面接収された杉本学舎の返還、総合大学としての大阪市大の基盤固めに努めた。また学外においても、学界においては日本法哲学会理事長を務める他、末川博と共に平和問題談話会の関西有力メンバーとして活躍、戦後日本における平和憲法と民主主義の定着に尽力した。
没後、末川と恒藤の弟子に当たる研究者らによって、生前には書物としては未刊行であった『法の本質』（1968年、論文としての初出は1935年）および、同じく生前に執筆された様々な論文を収集、編集した『哲学と法学』（1969年）、『法の精神』（1969年）、『法と道徳』（1969年）などが刊行された。

## 経歴
- 1913年 第一高等学校第一部文科卒業、京都帝国大学法科大学政治学科入学
- 1916年 同卒業、同大学院進学（国際公法専攻）
- 1919年 同大学院を退学
- 1919年 同志社大学法学部教授
- 1922年 京都帝国大学経済学部助教授
- 1924年3月-1926年9月 欧州留学
- 1928年 京都帝国大学法学部助教授（組織変更に伴う異動）
- 1929年 京都帝国大学法学部教授
- 1933年 京都帝国大学退官。大阪商科大学専任講師、立命館大学非常勤講師（兼任）
- 1938年 法学博士（立命館大学、学位論文『法的人格者の理論』）
- 1940年 大阪商科大学教授
- 1946年 大阪商科大学学長、京都帝国大学法学部教授（兼任、1949年まで）、同志社大学客員教授（兼任）
- 1949年 新制大学として発足した大阪市立大学初代学長、日本学士院会員。
- 1957年 同学長辞任
- 1966年 文化功労者表彰
- 1967年 死去

## 著作

### 単著
- 『批判的法律哲学の研究』（内外出版、1921年）
- 『国際法及び国際問題』（弘文堂書房、1922年）
  - 『国際法・国際政治・法哲学：自然法の歴史から世界法の概念まで』（書肆心水、2023年）
- 『羅馬法に於ける慣習法の歴史及理論』（弘文堂書房、1924年）
- 『法律の生命』（岩波書店、1927年）
- 『價値と文化現象』（弘文堂書房、1927年）
- 『法の基本問題』（岩波書店 1936年）
- 『法的人格者の理論』（弘文堂書房 1936年）
- 『ジンメルの経済哲学』（改造社 1947年）
- 『新憲法と民主主義』（岩波書店 1947年）
- 『知性の視野』（有恒社 1948年）
- 『舊友芥川龍之介』（朝日新聞社 1949年）
- 『型による認識』（勁草書房 1950年）
- 『法學研究入門』（ミネルヴァ書房 1955年）
- 『憲法問題 : その解決の基準は何か』（岩波新書 1964年）。改訂版・講談社学術文庫 2020年
- 『法思想史概説 法哲学の伝統』（日本評論社 1968年）
没後、大学院での法哲学の講義ノートを恒藤武二、加藤新平らが校閲、編集
- 『法の本質』（岩波書店 1968年）、没後に末川と弟子らが校閲、編集。以下も同じ
- 『哲学と法学』（岩波書店 1969年）
- 『法の精神』（岩波書店 1969年）
- 『法と道徳』（岩波書店 1969年）
- 新編『個人と世界と法哲学：人類史と思想史から法哲学の場所へ』（書肆心水、2023年）

### 訳書
- エーミル ・ ラスク『法律哲學』（大村書店 1921年）
- ハルムス『法律哲學概論』（大村書店 1922年）
- ゲオルギー・プレハーノフ『マルクス主義の根本問題』（岩波書店 1921年）
- イマヌエル・カント（船田享二共訳）『法律哲學』（岩波書店 1933年）